# Suchomimus
Suchomimus („napodobitel krokodýla“) byl velký dravý dinosaurus z čeledi Spinosauridae, který žil na území dnešní severní Afriky (Nigeru) v křídovém období (apt až alb, asi před 125 až 110 miliony let).

## Popis

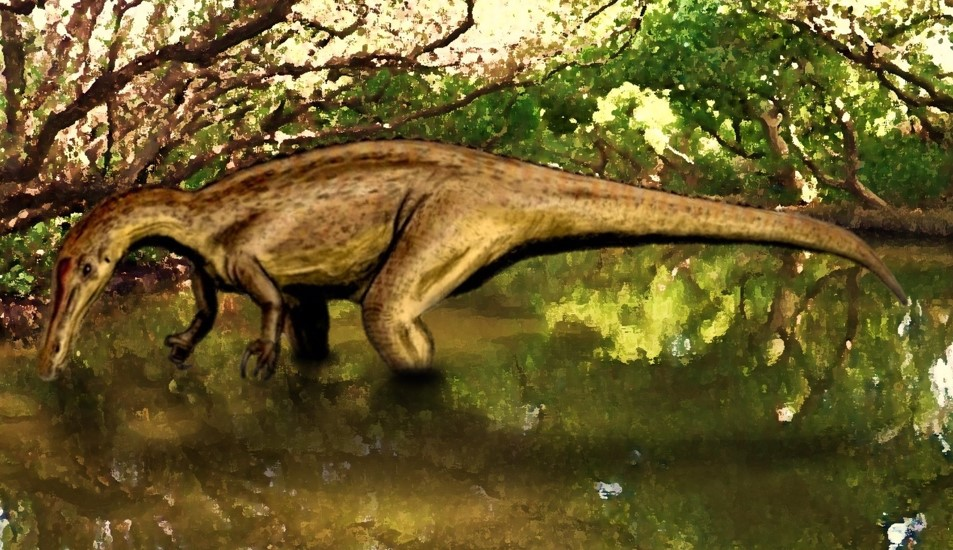
Suchomimus tenerensis - rekonstrukce v přirozeném prostředí.

Suchomimus byl objeven jako nedospělý (subadultní), asi 9,5 – 11 metrů dlouhý a 2 až 3 tuny vážící exemplář. V dospělosti pravděpodobně přesáhl délku 13 metrů a patřil tak k vůbec největším známým teropodům. Tento spinosauridní dinosaurus se pravděpodobně živil rybami a příležitostně menšími druhy dinosaurů. K tomu mu sloužily prodloužené čelisti a velké drápy na předních končetinách, uzpůsobené pro lov ryb. Ty byly typické pro rybožravé dinosaury. Suchomimus měl v čelistech až kolem 100 zubů. Byl blízce příbuzný a celkově podobný evropskému rodu Baryonyx. Blízce příbuzným rodem byl také španělský Protathlitis.

## Paleoekologie
Suchomimové byli zřejmě oportunistickými lovci vodních organismů a živočichů, kteří se přicházeli napít k napajedlům. Výsledek vědecké studie z roku 2019 ukázal, že zuby suchomimů byly pravděpodobně odolnější než zuby podobně velkého obřího krokodyliforma druhu Sarcosuchus imperator, žijícího ve stejných ekosystémech. Nakolik u těchto dvou predátorů došlo k diferenciaci ekologických a trofických návyků (včetně potravních preferencí) však není možné pouze na základě histologického rozboru fosilních zubů přesněji posoudit.
Suchomimus byl možná jen "brodivým" predátorem, který v mělčí vodě procházel a lovil, ale aktivně se nepotápěl, tak jako jeho příbuzní z rodů Spinosaurus a Baryonyx.